# Švédské Pomořany
Švédské Pomořany čili Švédské Pomořansko (švédsky Svenska Pommern, německy Schwedisch-Pommern) bylo území části historických Pomořan ovládané v letech 1630 až 1814 švédskou korunou.

## Geografie
Švédské Pomořany ležely u baltského pobřeží na území dnešního severovýchodního Německa a severozápadního Polska. Byly součástí švédské územní kořisti ze švédsko-polských válek a třicetileté války zvané dominium maris baltici, kam vedle Švédských Pomořan patřily i části Livonska a Pruska.
Švédské Pomořany sestávaly z Předních Pomořan, ostrovů Rujána (Rügen), Uznojem (Usedom) a Wolin a malé části Zadních Pomořan. Formálně nešlo o součást vlastního švédského území, ale Svaté říše římské, přičemž švédský panovník se ovládnutím části Pomořan započítal mezi říšská knížata (Reichsfürsten).

## Historie

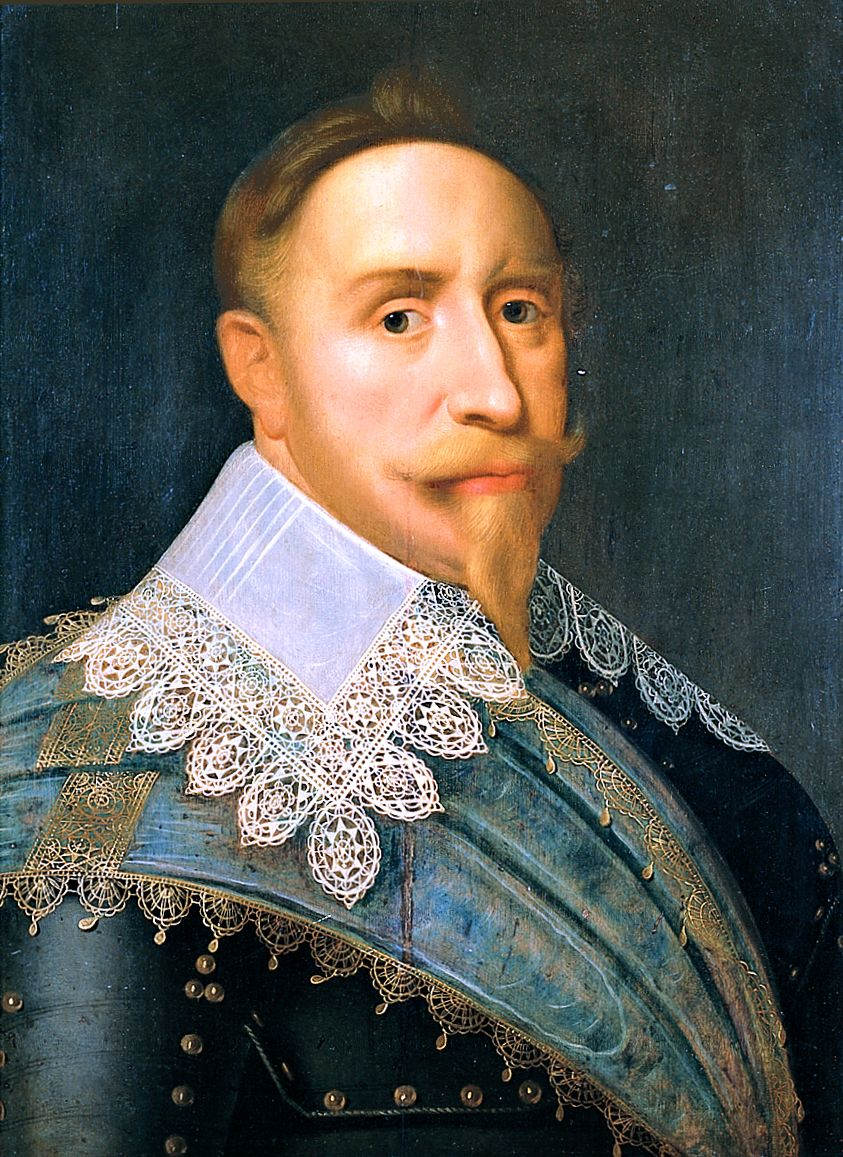
Švédský král Gustav II. Adolf

Území východně od Odry ztratili Švédové roku 1679 (smlouva ze Saint-Germain-en-Laye) a území na jih od Pěny a na východ od Peenestromu roku 1720 (stockholmská smlouva) ve prospěch Braniborska-Pruska. V letech 1715 až 1720 část území drželo Dánsko. Tomu pak následkem napoleonských válek Švédové odstoupili zbytek Švédských Pomořan roku 1814 výměnou za Norsko. Již následujícího roku pak bylo rozhodnutím Vídeňského kongresu území připojeno k Prusku.
Švédsko na území Pomořanska zavedlo vlastní správu, v čele s místodržitelem.